# Taumantis
Taumantis es un género de mantodeos perteneciente a la familia Mantidae. Es originario de África.

## Especies
Comprende las siguientes especies:
- Taumantis cephalotes
- Taumantis globiceps
- Taumantis sigiana